# Unité urbaine de Mamoudzou
L'unité urbaine de Mamoudzou est une unité urbaine française centrée sur la commune de Mamoudzou, située dans le département et région de Mayotte. Composée de deux communes, elle compte 103 593 habitants en 2017.

## Données générales
Dans le zonage réalisé par l'Insee en 2010, l'unité urbaine de Mamoudzou était composée d'une seule commune.
Dans le nouveau zonage réalisé en 2020, elle est composée de deux communes, celle de Koungou s'étant ajoutée à celle de Mamoudzou.
En 2017, avec 103 593 habitants, elle représente la 1re unité urbaine de Mayotte et occupe le 63e rang au niveau national.
En 2017, sa densité de population s'élève à 1 465 hab/km2. La superficie de l'unité urbaine représente 18,8 % de celle de Mayotte, mais sa population représente 40,4 % de celle du département en 2017.

Agglomérations de plus de 100000 habitants en France en 2022.

## Composition 2020 de l'unité urbaine
Elle est composée des 2 communes suivantes :
| Nom                      | Code Insee | Département | Statut       | Superficie (km2) | Population (dernière pop. légale) | Densité (hab./km2) | Modifier                                    |
| ------------------------ | ---------- | ----------- | ------------ | ---------------- | --------------------------------- | ------------------ | ------------------------------------------- |
| Mamoudzou (ville-centre) | 97611      | Mayotte     | ville-centre | 42,30            | 71 437 (2017)                     | 1 689              | modifier les données · modifier les données |
| Koungou                  | 97610      | Mayotte     | banlieue     | 28,41            | 32 156 (2017)                     | 1 132              | modifier les données · modifier les données |

## Évolution démographique
| 1978   | 1985   | 1991   | 1997   | 2002   | 2007   | 2012   | 2017    |
| ------ | ------ | ------ | ------ | ------ | ------ | ------ | ------- |
| 10 160 | 15 505 | 26 353 | 42 934 | 60 868 | 72 853 | 83 769 | 103 593 |